# Gerbillus rosalinda
Gerbillus rosalinda és una espècie de mamífer rosegador de la família dels múrids. Viu a Somàlia i el Sudan. El seu hàbitat natural són els herbassars secs. No se sap gaire cosa sobre la seva història natural. Es desconeix si hi ha cap amenaça significativa per a la supervivència d'aquesta espècie. El seu nom específic, rosalinda, significa ‘rosa bonica’.